# Георгій Цецадзе
Георгій Цецадзе (груз. გია ცეცაძე; нар. 3 вересня 1974, СРСР) — грузинський футбольний тренер. З червня по жовтень 2020 року — головний тренер клубу «Львів».

## Кар'єра тренера
Розпочинав тренерську кар'єру як асистент у юнацьких збірних Грузії до 16 та 17 років. У лютому 2010 року очолив «Ділу», ставши бронзовим призером другого дивізіону чемпіонату Грузії 2010/11 і перемігши в плей-оф допоміг команді вийти до вищого дивізіону. Втім в еліті Цецадзе пропрацював головним тренером команди лише до жовтня 2011 року, після чого протягом 2012 року входив до тренерського штабу його наступників Теймураза Махарадзе та Георгія Дараселії.
У січні 2013 року Цецадзе очолив юнацьку збірну Грузії до 19 років і пройшов з командою кваліфікацію на юнацький чемпіонат Європи (U-19) 2013 року, посівши 1 місце у групі із сильними однолітками із Англії та Шотландії, а також господарями бельгійцями, набравши в зустрічах з ними 7 очок. Це був історичний перший вихід збірної Грузії на європейську першість до 19 років. Там команда у першій грі під керівництвом Цецадзе сенсаційно зіграла внічию 0:0 з французами, майбутніми фіналістами турніру, але в наступних іграх програла сербам (0:1), майбутнім тріумфаторам цього Євро, та туркам (2:4) і не вийшла з групи. По завершенні чемпіонату Цецадзе покинув збірну і до кінця року очолював «Локомотив» (Тбілісі).
З лютого по червень 2015 року Цецадзе входив до тренерського штабу Кахабера Цхададзе у національній збірній Грузії, після чого очолив «Самтредію». У кінці 2016 року він разом з командою виграв чемпіонат Грузії, а на початку наступного і Суперкубок країни. Обидва трофеї були історичними першими в історії команди. Загалом з перервою Георгій працював із цим клубом до вересня 2018 року.
З грудня 2017 по грудень 2019 року Цецадзе тренував молодіжну збірну Грузії, з якою не зумів пройти кваліфікацію на молодіжний чемпіонат Європи 2019 року, хоча і посів у групі досить високе 3 місце з 6 команд.
На початку 2020 року протягом місяця тренував «Сабуртало», після чого у червні 2020 року Цецадзе очолив тренерський штаб «Львова». Допомагатимуть йому Віталій Шумський та Ігор Рипновський. Команда під його керівництвом провела 12 поєдинків, в яких жодного разу не виграла, тричі зіграла внічию і ще дев'ять разів програла. У шести матчах УПЛ в сезоні 2020/21 здобув лише одну нічию і зазнав 5 поразок і після цього матчу, в якому вони програли «Дніпру-1» 1:3 і посідали останнє місце у турнірній таблиці чемпіонату України, Цецадзе покинув посаду.

## Досягнення
- Ліга Умаглесі
  -  Чемпіон (1): 2016 (осінь)
  -  Срібний призер (1): 2015/16
- Суперкубок Грузії
  -  Володар (1): 2017